# Перти (озеро, Муезерский район)
Перти — озеро на территории Лендерского сельского поселения Муезерского района Республики Карелия.

## Общие сведения
Площадь озера — 1,9 км². Располагается на высоте 186,9 метров над уровнем моря.
Форма озера лопастная, продолговатая: вытянуто с севера на юг. Берега изрезанные, каменисто-песчаные, с восточной стороны — заболоченные.
Из северной оконечности озера вытекает река Перти, впадающая в реку Койтайоки, воды которой, протекая по территории Финляндии, в итоге попадают в Балтийское море.
В озере расположены три безымянных острова различной площади.
С запада и юга от озера проходит просёлочная дорога.
Озеро расположено в 4 км от Российско-финляндской границы.
Код объекта в государственном водном реестре — 01050000111102000011332.